# Thornton (New Hampshire)
Thornton ist der Name einer Town im Grafton County von New Hampshire, einem der Neuenglandstaaten der USA. Es trägt seinen Namen nach dem ersten Landeigentümer Matthew Thornton, einem der Unterzeichner der Unabhängigkeitserklärung der Vereinigten Staaten. Das U.S. Census Bureau hat bei der Volkszählung 2020 eine Einwohnerzahl von 2.708 ermittelt.

## Geographie
Thornton ist hügelig, aber keine der Erhebungen erreicht nennenswerte Höhen. Im Tal des Pemigewasset River gab es gutes Ackerland.

### Lage
Thornton liegt im Südwesten der White Mountains und grenzt im Norden an Lincoln, im Osten an Livermore und Waterville Valley sowie  im Süden an Campton und im Westen an Ellsworth und Woodstock. Der Hauptort liegt im Süden des Gemeindegebietes, die Besiedlung konzentriert sich dort und entlang des Tales, das nördlich zur Franconia Notch führt.

### Gemeindegliederung
Ortsteile sind neben Thornton Goose Hollow und West Thornton. Thornton Gore war eine Bauerngemeinde östlich von Woodstock, die nur knapp 100 Jahre existierte.

### Gewässer
Der Pemigewasset River fließt von Norden nach Süden durch Thornton, der Mad River durchquert die Gemeinde im Südosten. Daneben münden in Thornton der Bagley und der Mill Brook in den Pemigewasset.

## Geschichte
Die erste Landzuweisung für Thornton vom 6. Juli 1763 ging an Matthew Thornton für seine Dienste im Pederell Feldzug, an dem er als verantwortlicher Arzt teilgenommen hatte. Es erfolgte keine Besiedlung. 1768 wurde am 21. Oktober eine erneute Konzession für ein größeres Stück Land vergeben. Später verlor Thornton ein Teil seines Gebietes an Woodstock, damals Peeling, infolge von Ungenauigkeiten und Überschneidungen bei verschiedenen Landzuteilungen. 1807 und 1842 wurde Thornton um östlich liegende Gebiete erweitert, wobei letzteres zuvor zu Waterville gehörte, verlor aber 1867 im Süden ein Stück Land an Campton. Ab 1770 trafen erste Siedler ein, und 1780 wurde die erste Kirchengemeinde gegründet und setzte einen eigenen Geistlichen ein. Am 31. Mai 1781 beantragten Einwohner das Recht der Selbstverwaltung und die Eintragung als unabhängige Gemeinde, und am 8. November des Jahres wurde Thornton als solche registriert. 1789 wurde ein Versammlungshaus gebaut. Bis dahin hatten Gottesdienste im Blockhaus der Schule und im Sommer in Scheunen stattgefunden. 1859 hatte Thornton drei Kirchen, Congregationalisten, Methodisten und freie Baptisten, zwölf Schulbezirke und zwei Postämter, in Thornton und West Thornton, sowie je zwei Säge- und Schindelmühlen. Daneben wurde Ahornsirup produziert. Für 1875 wird die Menge mit mehr als 32.000 Pfund (14.400 kg) angegeben. Zudem wurden 15.000 Fassadenbretter und 90.000 Schindeln produziert und 250.000 Fuß Bretter und andere Holzerzeugnisse gesägt. 1885 gab es eine Kornmühle, eine Spulenfabrikation, eine Säge- und eine Säge- und Schindelmühle.
1883 wurde die Eisenbahnstrecke von Plymouth bis Woodstock fertiggestellt. Bahnhöfe gab es unter anderem in Thornton und West Thornton. Der Personenverkehr auf dieser Strecke wurde 1938 eingestellt, der Güterverkehr endgültig 1977. Oberhalb von West Thornton setzen die Ausflugszüge der Winnipesaukee Scenic Railroad aus Woodstock um. Daneben wurde 1909 die „Woodstock & Thornton Gore Railroad“ gebaut, die von Woodstock aus das Gebiet des nördlichen Thornton für die Holzabfuhr erschloss. Diese blieb in Betrieb, bis 1812 die Säge in Woodstock abbrannte. Nachdem das wertvolle Holz abgeerntet worden war, wurde das Land an den Staat New Hampshire verkauft, der damit den White Mountain National Forest erweiterte.

### Thornton Gore
Thornton Gore war eine eigenständige Siedlung im Nordosten des heutigen Thornton, östlich von Woodstock, mit dem es durch eine Straße verbunden war. Es entstand kurz nach 1800 und war hundert Jahre später schon wieder verlassen. Das Land gehörte vor der Entstehung der Siedlung einem einzelnen Eigentümer, der Grundstücke an Siedler verkaufte. Bis 1820 waren acht Farmen entstanden, die auch bis zum Ende von Thornton Gore Bestand hatten. Diese Farmen wurden in Subsistenzwirtschaft betrieben. Während die einzelnen Ländereien zwischen 80 und 200 acres groß waren, hatten diese Farmen zusammen nur 72 acres kultiviertes Land. Diese durchschnittlich 9 acres pro Farm verteilten sich auf 5 acres Weidenutzung, 3 acres Heugewinnung, und nur 1 acre sonstiger Anbau. Der Rest der Farmen war mit Wald bestockt, der Bau- und Brennholz lieferte sowie der Ahornsaftgewinnung diente, der, zu Sirup verkocht, zumeist das einzige verfügbare Süßungsmittel war. Die Gemeinde wuchs, und manche Farmen entwickelten sich stärker. Säge- und Kornmühle, eine Kirche und eine Schule wurden gebaut. 1850 wurden 3370 bushel Kartoffeln an die Stärkefabrik in Woodstock verkauft. Daneben wurde beinahe eine halbe Tonne Ahornsirup produziert, um die 300 Pfund Butter und drei von vier Farmen lieferten Wolle an die Mühle in Campton. Um 1870 gehörte drei Familien der Großteil des Landes. Eine Farm war auf 235, eine andere auf über 500 acres gewachsen. Diese Farmen hatten ein Pferde- und Ochsengespanne, Schafsherden und kleine Herden von Milchkühen von etwa je zehn Tieren. Nach 1860 setzte der Niedergang ein. Infolge des Sezessionskrieges kam es zu einem Bevölkerungsrückgang. Die jungen Männer fielen im Krieg oder kamen, auch wenn sie überlebten, nicht zurück. Die industrielle Revolution brauchte Arbeitskräfte, was auch die jungen Frauen dazu brachte, fortzugehen. Mit der Eisenbahn kamen Produkte von großen Farmen in New York und dem mittleren Westen zu niedrigen Preisen, mit denen die auf kleinen, steinigen Feldern ohne Maschineneinsatz produzierten örtlichen Produkte nicht konkurrieren konnten. Zum einen waren die Farmer auch nicht an diesen Neuerungen interessiert, zum anderen waren sie unter den örtlichen Gegebenheiten auch nicht praktikabel. Dazu kam, das der Anbau die Böden verarmen ließ und auch Neuerungen sie Düngung vor Ort auf wenig Interesse stieß. Während des Krieges kam es zu einer verstärkten Nachfrage nach Wolle, doch danach ging der Absatz wieder zurück. Infolge der Erfindung der chemischen Erzeugung von Stärke brach auch die Nachfrage nach Kartoffeln ein, die bis dahin für die Farmen der White Mountains eine stete Einnahmequelle dargestellt hatten. All diese Faktoren zusammen brachten das Ende auch für Thornton Gore. Mit weniger, älteren Kräften konnte weniger Land bestellt und weniger Vieh gehalten werden. Mit dem Ende der Bewirtschaftung kam der Wald zurück. 1863 wurde im Gore eine große Sägemühle gebaut, die nicht nur für den lokalen Bedarf sägte. Ihr folgte  1882 eine Spulenmühle, die samt dem zu ihrer Versorgung gekauften Wäldern 1895 an die New Hampshire Land Company verkauft wurde. Diese kaufte jede verfügbare Farm auf, ob auf dem Markt angeboten oder infolge von Schwierigkeiten beim Bezahlen der Steuern zwangsverkauft. 1900 gehörte mit Ausnahme von zwei Grundstücken das ganze Land in Thornton Gore der Gesellschaft, und die Siedlung hatte faktisch aufgehört zu existieren. Mit Ausnahme des einen Friedhofes liegt das Land von Thornton Gore heute innerhalb des Mount Washington National Forest.

### Bevölkerungsentwicklung
| Volkszählungsergebnisse – Thornton, New Hampshire | Volkszählungsergebnisse – Thornton, New Hampshire | Volkszählungsergebnisse – Thornton, New Hampshire | Volkszählungsergebnisse – Thornton, New Hampshire | Volkszählungsergebnisse – Thornton, New Hampshire | Volkszählungsergebnisse – Thornton, New Hampshire | Volkszählungsergebnisse – Thornton, New Hampshire | Volkszählungsergebnisse – Thornton, New Hampshire | Volkszählungsergebnisse – Thornton, New Hampshire | Volkszählungsergebnisse – Thornton, New Hampshire | Volkszählungsergebnisse – Thornton, New Hampshire |
| Jahr                                              | 1773                                              | 1775                                              | 1783                                              | 1786                                              | 1790                                              | 1800                                              | 1810                                              | 1820                                              | 1830                                              | 1840                                              |
| ------------------------------------------------- | ------------------------------------------------- | ------------------------------------------------- | ------------------------------------------------- | ------------------------------------------------- | ------------------------------------------------- | ------------------------------------------------- | ------------------------------------------------- | ------------------------------------------------- | ------------------------------------------------- | ------------------------------------------------- |
| Einwohner                                         | 74                                                | 117                                               | 280                                               | 302                                               | 385                                               | 535                                               | 794                                               | 857                                               | 1049                                              | 1045                                              |
| Jahr                                              | 1850                                              | 1860                                              | 1870                                              | 1880                                              | 1890                                              | 1900                                              | 1910                                              | 1920                                              | 1930                                              | 1940                                              |
| Einwohner                                         | 1011                                              | 967                                               | 840                                               | 775                                               | 632                                               | 552                                               | 553                                               | 477                                               | 459                                               | 501                                               |
| Jahr                                              | 1950                                              | 1960                                              | 1970                                              | 1980                                              | 1990                                              | 2000                                              | 2010                                              | 2020                                              | 2030                                              | 2040                                              |
| Einwohner                                         | 460                                               | 480                                               | 594                                               | 952                                               | 1506                                              | 1847                                              | 2490                                              | 2708                                              |                                                   |                                                   |

## Infrastruktur und Gemeindeeinrichtungen
Die Polizei von Thornton arbeitet in Vollzeit. Campton und Thornton haben eine gemeinsame Feuerwehr- und Rettungsorganisation, die neben der Brandbekämpfung auch für den medizinischen Notdienst und andere Rettungseinsätze zuständig ist und neben Vollzeitkräften weitere bezahlte Kräfte bei Bedarf anfordert. Das nächstgelegene Krankenhaus ist das Speare Memorial Hospital in Plymouth. Neben der Bibliothek, der Thornton Public Library, hat Thornton eine eigene Grundschule. Weiterführende Schulen gehören zum Pemi-Baker Schulverbund. Wasserver- und Abwasserentsorgung erfolgen mit privaten Brunnen und Tanks.

### Verkehr
Durch Thornton verlaufen die Interstate 93 und die US 3 sowie die New Hampshire State Routes NH–49 und NH–175. In Plymouth gibt es ein Flugfeld mit Grasbahn, der nächstgelegene Flughafen mit Linienverkehr ist der Lebanon Municipal Airport in Lebanon. Auf der Bahnstrecke verkehren vereinzelt Touristenzüge der Plymouth and Lincoln Railroad.

## Personen
- Orison Swett Marden (1848–1924), Hotelier und Autor
- Karl Drerup (1904–2000), Künstler in Keramik, Malerei und Emaille, Dozent und Institutsleiter am Plymouth State College, lebte und arbeitete ab 1945 in Thornton